# Малесела, Джон
Джон Сэмюэл Малесела (суахили Ndugu John Malecela; род. 19 апреля 1934, Додома) — танзанийский политический и государственный деятель, дипломат, премьер-министр Танзании с ноября 1990 по декабрь 1994 года.

## Биография
В 1958—1959 годах изучал торговое дело в Бомбейском университете. Бакалавр коммерции. В 1961—1962 года учился в аспирантуре Кембриджского университета; получил степень доктора философии в области гуманитарных наук в Техасском университете.
Почётный доктор Техасского университета (1977).
Член Революционной партии. С 1960-х годов выполнял дипломатические и министерские функции, в том числе был постоянным представителем Танзании в ООН и Великобритании. В 1967—1972 годах — посол Танзании в Эфиопии и при ОАЕ.
Был министром иностранных дел (1972—1974).
В 1973—1974 гг. — министр связи и транспорта Танзании.
В 1975 году — министр минеральных ресурсов и сельского хозяйства Танзании.
В 1975—1976 гг. — министр Восточноафриканского сотрудничества.
В 1980—1984 гг. — региональный уполномоченный области Иринга. В 1989—1990 гг. — Верховный комиссар Танзании в Соединенном Королевстве.
В 1990—1994 годах занимал пост премьер-министра и первого вице-президента Танзании.
С 1995 по 2007 год работал заместителем председателя Революционной партии Танзании, является членом Центрального комитета Чама Ча Мапиндузи.
С 1990 по 2010 год — член парламента Танзании.
Будучи премьер-министром возглавлял делегацию Танзании на первой Токийской международной конференции по развитию Африки в октябре 1993 года.